# 盲墨頭魚
盲墨頭魚（学名：Typhlogarra widdowsoni）为輻鰭魚綱鯉形目鲤科的其中一種，被IUCN列為极危物种，分布於亞洲伊拉克，棲息於水底。在2012年的搜寻中发现了少量的盲墨头鱼，故它们尚未灭绝。但与其栖息于同一地点的另一种鱼类，盲鲤（Caecocypris basimi）可能已经灭绝。